# Тропа Клинка (4-й этап)

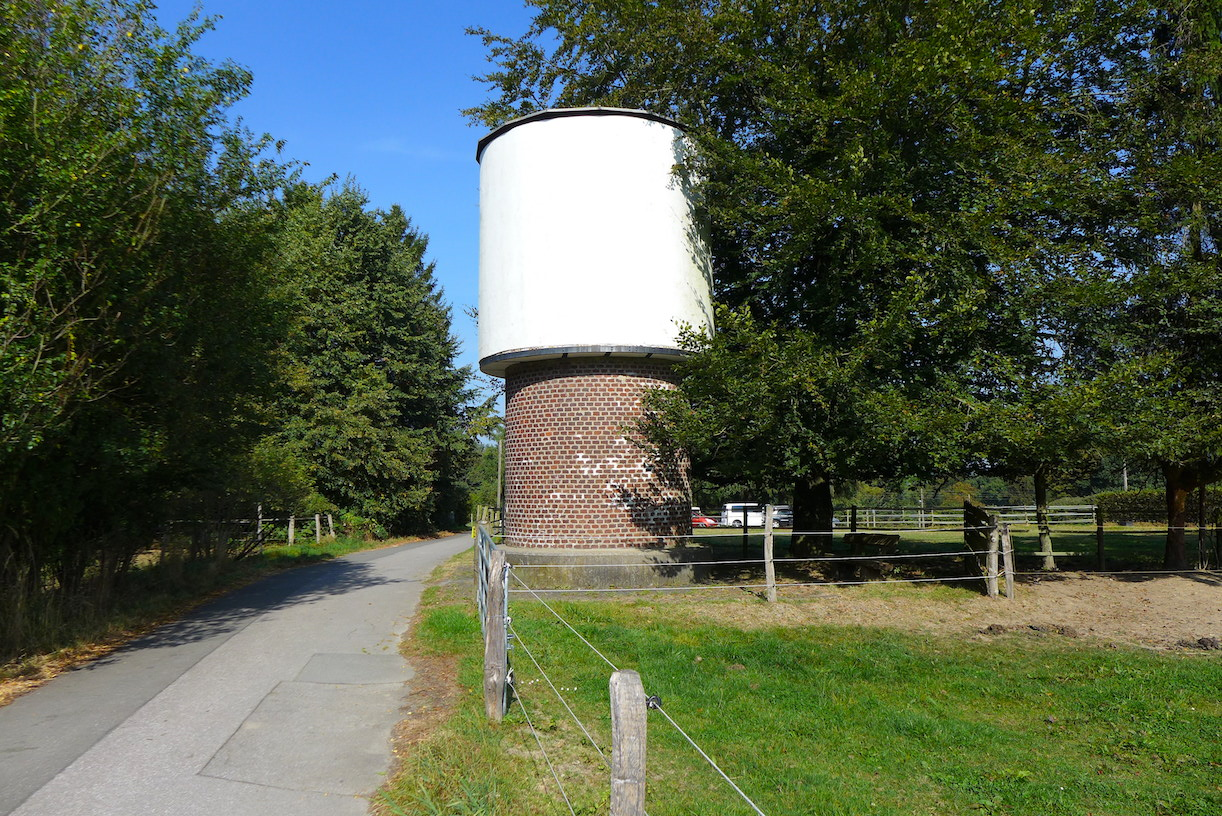
Исходный пункт 4-го этапа - посёлок Хёрат.

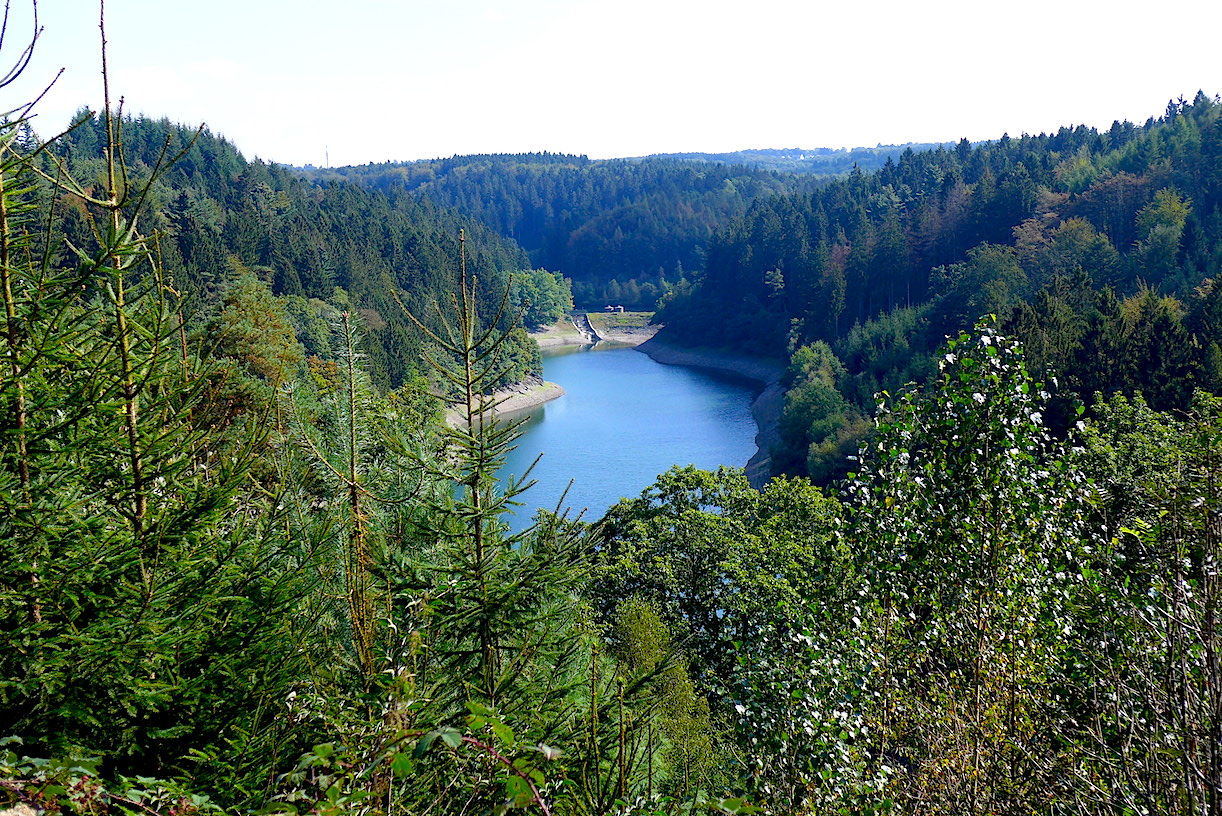
Тропа Клинка. Водохранилище Зенг.

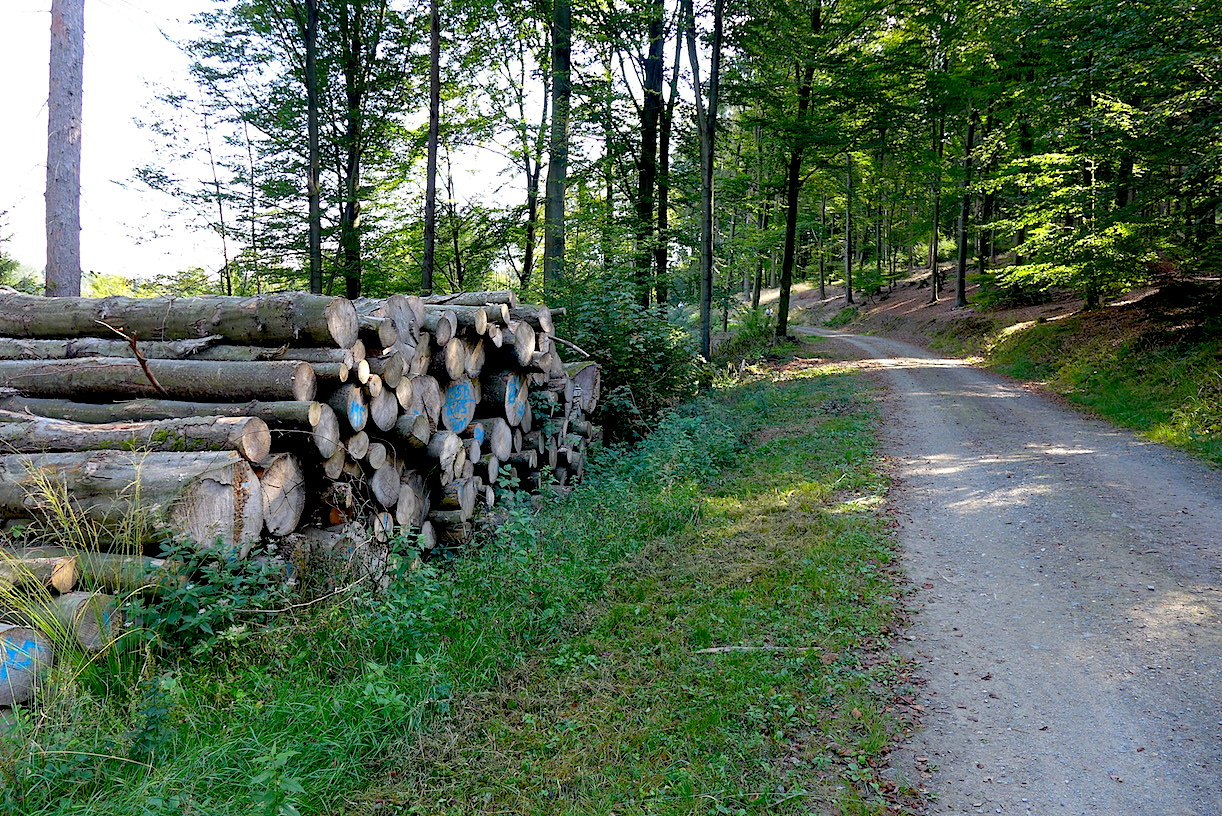
Тропа Клинка. Еловые леса четвёртого этапа.

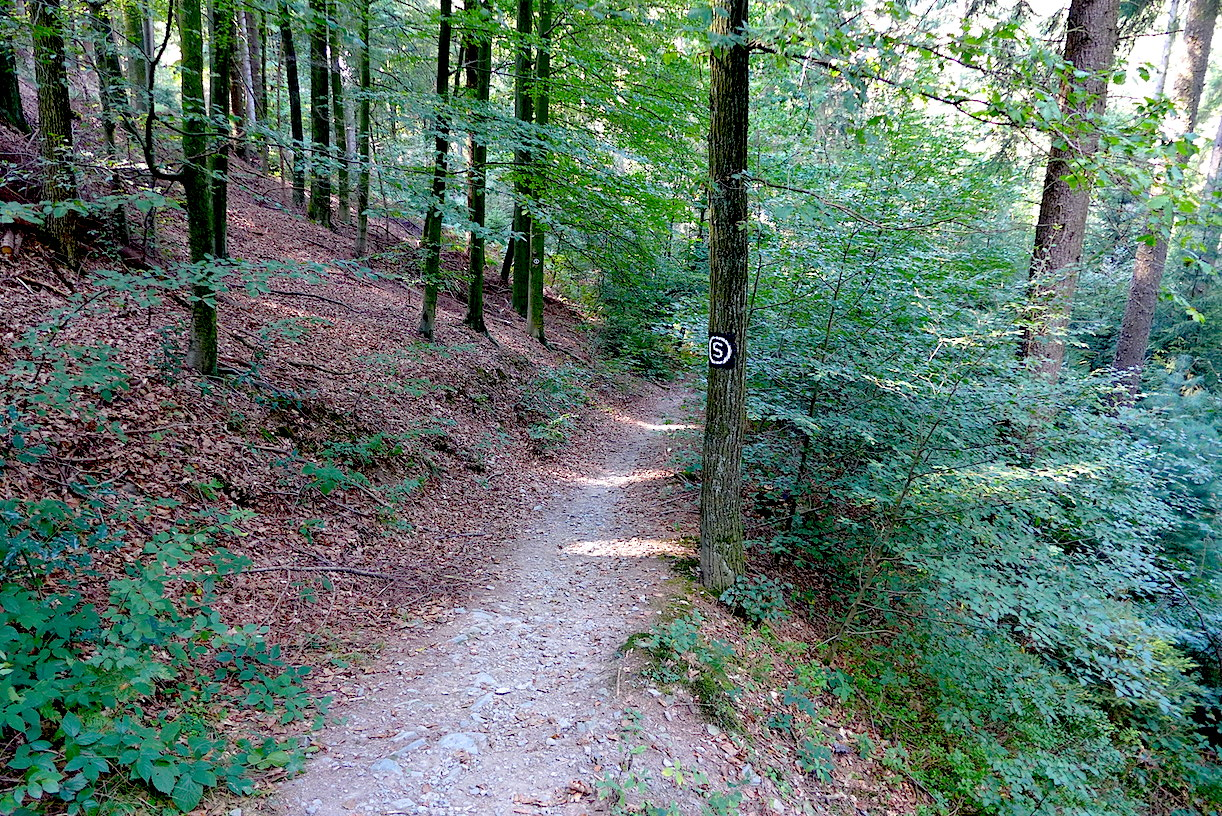
Маркированная Тропа Клинка на спуске к водохранилищу Зенг.

Тропа клинка (нем. Klingenpfad) — круговой маркированный многодневный пешеходный маршрут вокруг города Золинген (Северный Рейн-Вестфалия, Германия). Четвёртый этап маршрута, протяжённостью 9,0 км проходит между населёнными пунктами Хёрат (Höhrath) и Глюдер (Glüder), вокруг водохранилища Зенг (Sengbachtalsperre), пересекая долину реки Вуппер.

## Общая характеристика
Четвёртый этап начинается полевой дорогой вблизи населённого пункта Хёрат. При входе в лесной массив можно видеть старую, охраняемую законом водонапорную башню посёлка. Щебневая лесная дорога петлями спускается к ручью Зенг, переходит через него и далее начинается предварительное заграждение одноименного водохранилища (Sengbachtalsperre), предназначенное для естественной очистки заиленной воды ручья. Далее петли дороги дважды приводят к автобану А1. Вторая петля подводит прямо к автобану, под которым возведён высокий арочный мост как для лесной дороги, так и для пропуска ручья Брухер (Brucher Bach).
Широкая лесная дорога, именуемая Фон-Захс-Вег (Von-Sachs-Weg) незаметно переходит в такую же широкую лесную дорогу, называемую Шмиц-Лендерс-Вег (Schmitz-Lenders-Weg). Она постепенно поднимается над долиной ручья Зенг и в нескольких местах с неё открывается грандиозный вид на водохранилище и центр Ремшайда на горизонте. На одном из поворотов тропа Клинка уходит с дороги вправо узким крутым ухабистым спуском к плотине водохранилища.
У плотины туристы делают небольшой отдых, не переходя на её другую сторону и продолжают маршрут. Тропа Клинка вновь выходит на дорогу Шмица-Лендерса и крутым спуском достигает ручья Хаммерсбах (Hammersbach (Begriffsklärung)). Преодолев два мостика тропа выходит на автодорогу К4 (Лайхлинген — Золинген). Здесь она называется Глюдер-штрассе (Glüderstraße). Здесь, после пересечения реки Вуппер, четвёртый этап Тропы Клинка заканчивается у парковки автомобилей.

## Из истории четвёртого этапа
До 1975 года данного этапа не существовало, поскольку район водохранилища Зенг не относился к Золингену. Здесь существовал самостоятельный район Рейн-Вуппер (Rhein-Wupper-Kreis). Тропа Клинка проходила по долине Вуппера, минуя территорию водохранилища. В 1975 году произошла земельно-административная реформа и район Рейн-Вуппер был ликвидирован. Его населённые пункты и территории отошли к соседним поселениям. Таким образом территория водохранилища Зенг оказалась в подчинении Золингена. Эта административная реформа привела к тому, что появилась возможность продолжить тропу вокруг замка Бург и лесному району долины ручья Зенг примерно на 15 км, добавив в Тропу Клинка два новых этапа — третий и четвёртый.

## Вертикальный профиль
На четвёртом этапе спуски преобладают над подъёмами. На четыре продолжительных спуска приходится только два продолжительных подъёма. В целом общий набор высоты составляет 228 метров, а общая величина спуска — 355 метров. В пересчёте на километр пути это даёт 25,3 метра подъёма и 39,4 метра спуска.

## Состояние проходимости и маркировки
Этап проходим круглогодично, используются в основном широкие и ухоженные лесные дороги, но в случае длительной непогоды могут возникнуть проблемы с преодолением двух небольших участков:
- Спуск к плотине водохранилища Зенг. Здесь тропа без покрытия, узкая, ухабистая, с множеством крупных камней и корней.
- Заболоченная низинка вдоль ручья Хаммерсбах.

Качество маркировки маршрута (латинская буква «S» на чёрном фоне) позволяет проходить его без карты, но требует постоянного внимания к маркировке на развилках дорог или троп. Перед прохождением этапа необходимо ознакомиться с картой. Маршрут можно проходить и в обратном направлении, поскольку имеется обратная маркировка (может использоваться для коррекции правильности направления движения).

## Эстетическая, оздоровительная и познавательная ценность
Четвёртый участок Тропы Клинка имеет характер, приближённый к идеальному для подобных туристских маршрутов. Здесь присутствуют все четыре необходимые компонента: небольшие исторические достопримечательности (водохранилище Зенг и поселение Глюдер), обширные хвойные леса, водные ресурсы (река Вуппер и ручьи Зенг и Хаммерсбах) и красивые горные ландшафты.